# クリアデータ
クリアデータ（clear data）とはコンピュータゲームにおいてそのゲームを最後までプレイし、クリアしたという情報が書き込まれているセーブデータのこと。ゲームクリア時にセーブされる。
セーブデータに何らかの印がつけられ、区別がつくようになっている場合がある。また、クリアデータでゲームをプレイした場合にはクリア前とはゲームの状況が変化する場合もある。
クリアデータをプレイする場合、そのままクリア時の状況が引き継がれるもの（俗にいう強くてニューゲーム）と、ゲームを再び最初から（2周目）開始するものがある。
また、ゲームによっては前作のクリアデータを保存したメモリーカードを続編で読み込ませることで特典が得られるものも存在する。